# La Plage de Falesà
La Plage de Falesà (The Beach of Falesà) est une nouvelle écrite par Robert Louis Stevenson, publiée en 1892.

## Historique
La Plage de Falesà est une nouvelle écrite par Robert Louis Stevenson, publiée en juillet-août 1892 dans la revue The Illustrated London News puis dans le volume des Veillées des Îles en 1893.

## Résumé
John Wiltshire, un britannique faisant le commerce du coprah dans les îles des Mers du Sud, raconte son arrivée sur Falesà, où il est accueilli par Case, un négociant "vrai gibier de potence". Celui-ci le marie, selon la coutume, à une fille locale nommée Uma.
Wiltshire découvre bientôt qu'un tabou est attaché à Uma : tous les habitants du pays refusent de faire affaire avec lui, pour le plus grand bénéfice de Case. Il apprend aussi que Case est impliqué dans les morts suspectes de ses concurrents précédents. Réalisant qu'il a été dupé, Wiltshire,  tombé amoureux d'Uma, fait légaliser son mariage par un missionnaire de passage.
Wiltshire découvre que l'influence de Case sur les villageois provient de leur croyance sur ses pouvoirs démoniaques, conséquence de ses tours de passe-passe simples, des bruits étranges et des visions éprouvées dans son temple construit dans la forêt. Sur place, Wiltshire constate que ces phénomènes sont causés par de la peinture lumineuse et une harpe éolienne.
Une nuit, Wiltshire décide de détruire le temple avec une charge de poudre. Au retour, Case l'affronte et la fusillade entre les deux hommes se termine par la mort de Case.
L'histoire se termine plusieurs années plus tard : Wiltshire vivant dans une autre île, toujours heureux en ménage avec Uma, s'inquiétant de ce qui arrivera à ses enfants métis.

## Éditions en anglais
- Uma ; or, The Beach of Falesà (Being the Narrative of a South Sea Trader), en feuilleton dans The Illustrated London News de juillet-août 1892.
- The Beach of Falesà, dans Island Nights' Entertainments  chez Cassel and Company, 1893

## Traductions en français
- La Plage de Falesà, traduit par Mathieu Duplay chez Gallimard, coll. « Bibliothèque de la Pléiade », 2018.
- La Plage de Falesà, traduit par Théo Varlet, Ginkgo éditeur [« Les Retrouvés »], 2021, 140 p. (ISBN 978-2-84679-484-8)
- Ceux de Falesa, traduit par Éric Deschodt chez La Table Ronde, coll. « La petite vermillon » 2016 (ISBN : 978-2-7103-8019-1)

## Liens
- (en) The Beach of Falesá sur Wikisource